# Perioada Ubaid
Perioada Ubaid a fost o cultură din Neolitic/Calcolitic, care reprezintă cea mai timpurie așezare omenească din sudul Mesopotamiei. Perioada începe înainte de 5300 î.Hr. și se încheie cu începutul perioadei Uruk, aproximativ 4100 î.Hr.. În timpul culturii Ubaid a fost inventată roata.